# Air France Hop

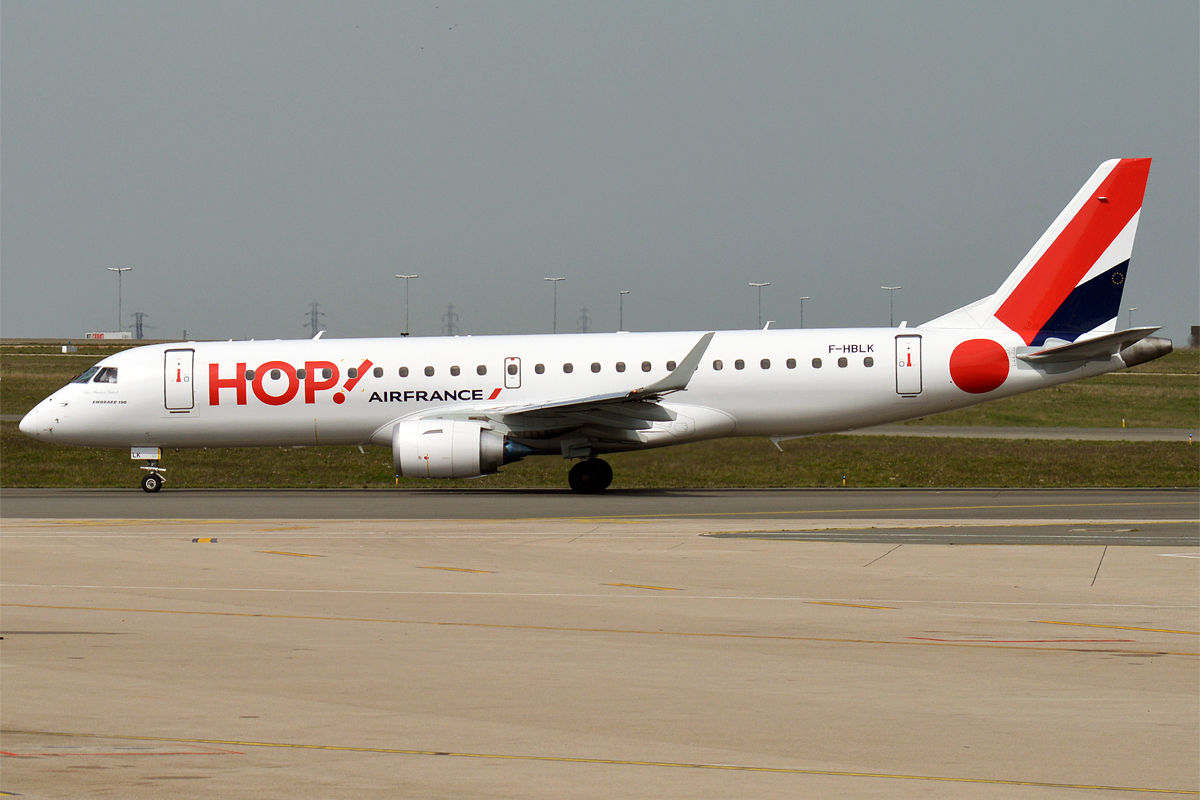
Embraer ERJ-190 należący do linii w Porcie lotniczym Paryż-Roissy

Air France Hop – regionalna francuska linia lotnicza założona w 2013, będąca oddziałem Air France. Do 2019 funkcjonowała pod nazwą HOP!. Została utworzona przez połączenie Airlinair, Brit Air oraz Régional. Siedziba przewoźnika mieści się na przedmieściach Nantes w Bouguenais.

## Historia
Linie zostały utworzone w marcu 2013, żeby móc lepiej rywalizować z tanimi liniami lotniczymi, które przejęły część rynku połączeń regionalnych należącego wcześniej do Air France. W skład floty przewoźnika wchodziły samoloty przejęte od regionalnych partnerów Air France – Régional Compagnie Aérienne Européenne, Brit Air, oraz Airlinair.

## Kierunki lotów
Przewoźnik obsługuje bezpośrednie połączenia na 62 kierunkach krajowych i europejskich.
- Port lotniczy Bruksela

- Port lotniczy Split

- Port lotniczy Praga im. Václava Havla

- Agen – Port lotniczy Agen
- Ajaccio – Port lotniczy Ajaccio-Campo dell'Oro
- Aurillac – Port lotniczy Aurillac
- Brive-la-Gaillarde – Port lotniczy Brive – Souillac|Souillac
- Caen – Port lotniczy Caen-Carpiquet
- Castres – Port lotniczy Castres–Mazamet
- Clermont-Ferrand – Port lotniczy Clermont-Ferrand
- Lyon – Port lotniczy Lyon-Saint-Exupéry baza
- Marsylia – Port lotniczy Marsylia
- Montpellier – Port lotniczy Montpellier
- Lannion – Port lotniczy Lannion
- La Rochelle – Port lotniczy La Rochelle-Île de Ré
- Limoges – Port lotniczy Limoges-Bellegarde
- Paryż – Port lotniczy Paryż-Roissy-Charles de Gaulle baza
- Pau – Port lotniczy Pau-Pyrénées
- Poitiers – Port lotniczy Poitiers-Biard
- Rennes – Port lotniczy Rennes
- Tuluza – Port lotniczy Tuluza-Blagnac

- Port lotniczy Düsseldorf
- Port lotniczy Stuttgart

- Port lotniczy Budapeszt

- Port lotniczy Amsterdam

- Port lotniczy Stavanger

- Port lotniczy Lublana

- Port lotniczy Barcelona

- Port lotniczy Göteborg-Landvetter

- Port lotniczy Aberdeen

- Port lotniczy Wrocław-Strachowice (od maja 2018)

## Flota
Według stanu na listopad 2024 flota Air France HOP składała się z 36 samolotów o średnim wieku 13,8 lat:
| Samolot         | Samolot | Samolot   | Liczba miejsc | Uwagi |
| Model           | Aktywne | Zamówione | Liczba miejsc | Uwagi |
| --------------- | ------- | --------- | ------------- | ----- |
| Embraer ERJ-170 | 13      | -         | 76            |       |
| Embraer ERJ-190 | 23      | -         | 100           |       |
| Embraer ERJ-190 | 23      | -         | 110           |       |
| Łącznie         | 36      |           |               |       |